# Siguiri (prefektur)
Siguiri Prefecture är en prefektur i Guinea.   Den ligger i regionen Kankan Region, i den centrala delen av landet, 500 km nordost om huvudstaden Conakry. Antalet invånare är 243 888. Arean är 18 500 kvadratkilometer. Siguiri Prefecture gränsar till Mandiana Prefecture, Kouroussa och Dinguiraye Prefecture. 
Terrängen i Siguiri Prefecture är kuperad åt nordväst, men åt sydost är den platt.
Följande samhällen finns i Siguiri Prefecture:
- Siguiri
- Sansando